# Amanecer del nuevo siglo (revista)
Amanecer del nuevo siglo es una revista crítica de noticias internacionales sin ánimo de lucro que se publica desde 1997. Se editaba en formato papel hasta 2002, cuando se convirtió en publicación en formato digital, con los mismos contenidos que en papel. Se publicaba en árabe e inglés, además de en castellano. Llegó a contar con unos 200.000 lectores en todo el mundo. El proyecto dependía para su supervivencia, exclusivamente de las aportaciones de afiliados y simpatizantes, ya que no estaba apoyado por ningún grupo mediático.
La edición en castellano se centraba sobre todo en el Mundo Árabe e Islámico, dedicando muy poco espacio a otras regiones del mundo. La edición impresa desapareció en el 2002 por problemas económicos. La mayoría de los artículos estaban firmados por redacción y parecían redactados por la misma mano. El tono era ponderado, sin insultos ni denuestos. Aunque las parcialidades del redactor eran evidentes (contra Estados Unidos e Israel, principalmente) los textos estaba redactados con pretensiones de objetividad, sin estereotipos ni teorías conspirativas (con alguna excepción aislada). La sede española estaba en: C/ Marcelo Martin Bravo, Nº 22, Collado Villalba, MADRID.
El editorialista y probable autor de gran parte de los textos fue un español converso al Islam llamado Yusuf Fernández (Pola de Laviana, Asturias 1965) Se convirtió en 1989 y desde entonces ha ocupado cargos en diversas organizaciones islámicas españolas. Es licenciado en Derecho 
Al día de hoy es secretario de la Federación Musulmana de España (FEME), la tercera federación nacional del país, y presidente de Junta Islámica de la Comunidad de Madrid.
Existe otra revista denominada Amanecer del nuevo siglo, en español e inglés, que no parece tener nada que ver por su temática con la aquí reseñada.
En enero de 2004, el World Socialist Web Site (www.wsws.org) envió una carta de protesta acusando a la revista de plagio reiterado de materiales publicados en la web del citado WSWS.